# Johannes V Palaiologos
Johannes V Palaiologos av Bysans, född 1332, död 1391, var monark i kejsardömet Bysans mellan år 1341 och 1376, 1379 och 1390, samt 1390 och 1391.
Johannes Palaiologis var son till Andronikos III Palaiologos och Johanna (Anna) av Savojen, och tillträdde regeringen först 1355. Efter Andronikos död 1341 rasade nämligen mellan Johannes VI Kantakouzenos, Andronikos III:s gunstling och rikets mäktigaste man, samt änkedrottingen och hennes parti en strid om makten, i vilken bägge parterna sökte stöd hos främmande makter, Anna främst hos serberna, Kantakuzenos hos turkarna, som så inkallades till Europa. Sedan Kantakuzenos 1355 störtats, måste Johannes uppleva, att först hans son Andronicos IV, sedan dennes son Johannes VII Palaiologos för någon tid usurperade makten. Johannes var förmäld med Kantakuzenos dotter Helena. För att utveckla stöd i Västerlandet företog Johannes 1369 en resultatlös resa till Avignon.